# 28766 Monge
28766 Monge è un asteroide della fascia principale. Scoperto nel 2000, presenta un'orbita caratterizzata da un semiasse maggiore pari a 3,0687759 UA e da un'eccentricità di 0,1715899, inclinata di 2,49044° rispetto all'eclittica.